# スローン・グレートウォール

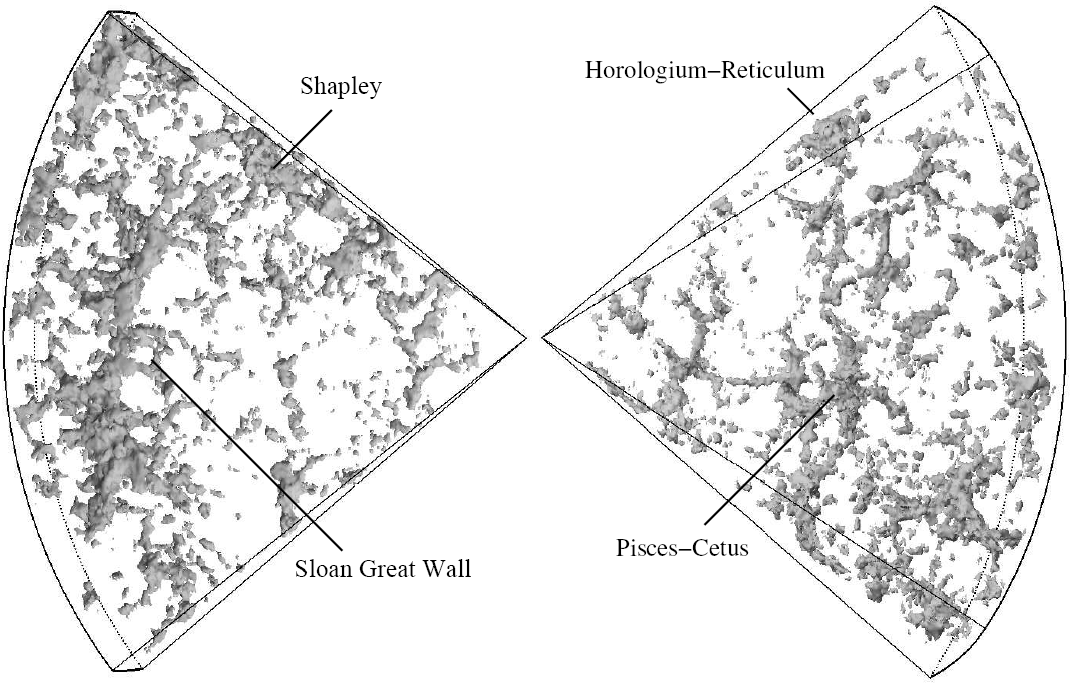
DTFEで2dF銀河赤方偏移サーベイの内側領域(地球に近い領域)を再構成処理したときに現れるスローン・グレートウォールの姿。

スローン・グレートウォール (英 Sloan Great Wall) は、銀河が構成する巨大ウォールの一つである。グレートウォール (CfA2 Great Wall) は同様の一つの巨大ウォール（銀河フィラメント）であり、スローン・グレートウォールとは別物である。
スローン・グレートウォールは、スローン・デジタル・スカイサーベイ (SDSS)のデータに基づいてプリンストン大学の J. Richard Gott III と Mario Jurić およびその共同研究者達によって発見され、2003年10月23日に発表された。 ウォールの大きさは全長13億8000万光年(423Mpc)であり、地球から見かけの距離が10.2億光年、実際の距離は10.6億光年の位置にある。
現在のところ知られている最大級の宇宙の大規模構造であり、ヘルクレス座・かんむり座グレートウォール(全長100億光年)、U1.27(全長40億光年)、U1.28(全長20億光年)に次いで4番目に大きい。
スローン・グレートウォールは、1989年にハーバード大学のマーガレット・ゲラーとジョン・ハクラらによって発見された、それまでの最大の宇宙構造であるグレートウォール (CfA2 Great Wall) と比較して3倍近く大きい。
スローン・グレートウォールは、SIMBADにおいては、ハイパークラスター SCl 126 として登録されている 。